# Diaphanoptera lindbergii
Diaphanoptera lindbergii là loài thực vật có hoa thuộc họ Cẩm chướng. Loài này được Hedge & Wendelbo mô tả khoa học đầu tiên năm 1963.